# Ravsilkeplante
Ravsilkeplante (Asclepias curassavica), også skrevet Rav-Silkeplante, er en staude eller en halvbusk med en opret, stiv og forgrenet vækst.

## Beskrivelse
Stænglerne er først glatte og lysegrønne, men senere bliver de delvist forveddede og lysegrå. Bladene sidder modsat og er lancetformede eller smalt ægformede med hel rand og en markeret spids. Oversiden er hårløs og græsgrøn med svagt forsænkede ribber, mens undersiden er blågrøn.
Blomstringen sker nærmest året rundt i hjemlandet. Planter, der bliver dyrket i Danmark blomstrer sent: august-oktober. Blomsterne sidder samlet i endestillede, skærmagtige stande med 5-10 blomster i hver. De enkelte blomster er regelmæssige og 5-tallige med fem røde kronblade og fem gule eller orange blade i en indre bikrone. Frugterne er tenformede, oprette bælgkapsler, der hver rummer mange brune frø med lange, silkeagtige frøhaler.
Rodnettet er kraftigt og dybtgående.
Højde x bredde og årlig tilvækst: 0,75 x 0,50 m (75 x 50 cm/år). Disse mål kan fx bruges til beregning af planteafstande, når arten anvendes som kulturplante.

## Hjemsted
Arten hører oprindeligt hjemme i de tropiske og subtropiske dele af Mellem- og Sydamerika. Da den bruges som prydplante overalt, hvor den kan trives, er den desuden naturaliseret mange steder, f.eks. i Australien, Spanien og Marokko.
I Culebra Cut, den kunstige dal i Panama, findes arten sammen med bl.a. amerikansk oliepalme, Annona spraguei (endemisk), caribisk myretræ, Cinnamomum triplinerve (en Kanel-art), Cyperus chorisanthos (en fladaks-art), Dalbergia retusa (en palisander-art), Ficus insipida (en figen-art), guineagræs, gul mombin, hvidløgstræ, Manihot aesculifolia (en maniok-art), netannona, rund fladaks, rød mombin og ægyptisk sukkerrør

## Mælkesaft
Planterne rummer en hvid mælkesaft med et indhold af latex og forskellige alkaloider.
| Portal | Portal:Botanik |

## Note
1. ↑  www.pancanal.com: URS Holdings, Inc.: Panama Canal Expansion Project – Environmental Impact Study (engelsk)